# Coppa del Re (Arabia Saudita)
La Coppa del Re dei Campioni (in inglese King Cup of Champions), ufficialmente Coppa del Custode delle due Sacre Moschee (in arabo كأس خادم الحرمين الشريفين‎?), è una competizione calcistica organizzata dalla Federazione calcistica dell'Arabia Saudita dal 1957.
La coppa si è disputata ininterrottamente dal 1957 al 1990, per poi non essere disputata fino al 2008, quando è stata rilanciata nuovamente come Coppa del Re dei Campioni ed è stata giocata solo dai primi 6 classificati della Professional League più i vincitori della Crown Prince Cup e della Federation Cup. Nel 2014, ribattezzata Coppa del Re, la competizione è tornata alle origini implementando il vecchio formato. Al torneo hanno preso parte 153 club.

## Formato e partecipanti
Fino al 2014 la coppa era organizzata con partite ad eliminazione diretta con gare di andata e ritorno e vi prendevano parte 8 squadre.
Le 8 squadre che partecipavano alla coppa:
- Vincitore e secondo classificato della Lega saudita professionistica
- Vincitore della Coppa del Principe della Corona saudita
- Vincitore della Coppa del Principe Faysal bin Fahd
- Squadre classificate tra il terzo e il sesto posto nella Lega saudita professionistica

## Albo d'oro
- 1957 –  Al-Wahda
- 1958 –  Al-Ittihad
- 1959 –  Al-Ittihad (2)
- 1960 –  Al-Ittihad (3)
- 1961 –  Al-Hilal
- 1962 –  Al-Ahli
- 1963 –  Al-Ittihad (4)
- 1964 –  Al-Hilal (2)
- 1965 –  Al-Ahli (2)
- 1966 –  Al-Wahda (2)
- 1967 –  Al-Ittihad (5)
- 1968 –  Al-Ettifaq
- 1969 –  Al-Ahli (3)
- 1970 –  Al-Ahli (4)
- 1971 –  Al-Ahli (5)
- 1973 –  Al-Ahli (6)
- 1974 –  Al-Nassr
- 1976 –  Al-Nassr (2)
- 1977 –  Al-Ahli (7)
- 1978 –  Al-Ahli (8)
- 1979 –  Al-Ahli (9)
- 1980 –  Al-Hilal (3)
- 1981 –  Al-Nassr (3)
- 1982 –  Al-Hilal (4)
- 1983 –  Al-Ahli (10)
- 1984 –  Al-Hilal (5)
- 1985 –  Al-Ettifaq (2)
- 1986 –  Al-Nassr (4)
- 1987 –  Al-Nassr (5)
- 1988 –  Al-Ittihad (6)
- 1989 –  Al-Hilal (6)
- 1990 –  Al-Nassr (6)
- 2007-2008 –  Al-Shabab
- 2008-2009 –  Al-Shabab (2)
- 2010 –  Al-Ittihad (7)
- 2011 –  Al-Ahli (11)
- 2012 –  Al-Ahli (12)
- 2013 –  Al-Ittihad (8)
- 2014 –  Al-Shabab (3)
- 2015 –  Al-Hilal (7)
- 2016 –  Al-Ahli (13)
- 2017 –  Al-Hilal (8)
- 2018 –  Al-Ittihad (9)
- 2019 –  Al-Taawoun (1)
- 2020 –  Al-Hilal (9)
- 2020-2021 –  Al-Faisaly (1)
- 2021-2022 –  Al-Fayha (1)
- 2022-2023 –  Al-Hilal (10)
- 2023-2024 –  Al-Hilal (11)
- 2024-2025 -  Al-Ittihad (10)

### Vittorie per club
| Club       | Vittorie | Anni vittorie                                                                |
| ---------- | -------- | ---------------------------------------------------------------------------- |
| Al-Ahli    | 13       | 1962, 1965, 1969, 1970, 1971, 1973, 1977, 1978, 1979, 1983, 2011, 2012, 2016 |
| Al-Hilal   | 11       | 1961, 1964, 1980, 1982, 1984, 1989, 2015, 2017, 2020, 2022-23, 2023-2024     |
| Al-Ittihad | 10       | 1958, 1959, 1960, 1963, 1967, 1988, 2010, 2013, 2018, 2025                   |
| Al-Nassr   | 6        | 1974, 1976, 1981, 1986, 1987, 1990                                           |
| Al-Shabab  | 3        | 2008, 2009, 2014                                                             |
| Al-Ettifaq | 2        | 1968, 1985                                                                   |
| Al-Wahda   | 2        | 1957, 1966                                                                   |
| Al-Taawoun | 1        | 2019                                                                         |
| Al-Faisaly | 1        | 2021                                                                         |
| Al-Fayha   | 1        | 2022                                                                         |